# IC 1878
IC 1878 ist eine Balken-Spiralgalaxie vom Hubble-Typ SBab im Sternbild Horologium am Südsternhimmel. Sie ist schätzungsweise 797 Millionen Lichtjahre von der Milchstraße entfernt.
Das Objekt wurde am 5. Dezember 1899 vom US-amerikanischen Astronomen DeLisle Stewart entdeckt.